# Nationale fietsroute 6 - Graubündenroute
De 6: Graubünden-Route is een 260 km lange langeafstandsfietsroute in Zwitserland welke onderdeel is van Fietsnetwerk Veloland Schweiz. De route loopt dwars door het kanton Graubünden. De route is bewegwijzerd in twee richtingen en wordt aangegeven met het cijfer 6. 

## Traject
De route loopt tussen Bellinzona in het westen van Graubünden en Martina in het oosten. In Bellinzona kan worden aangesloten op de EuroVelo EV5 Via Romea Francigena en de landelijke route 3: Nord-Süd-Route.
De route voert over de San Bernardinopas en dan richting Thusis. Hierbij volgt de route grotendeels de Achter-Rijn. In Thusis kan de route worden ingekort door direct naar Martino door te fietsen. De route maakt echter een uitstapje naar de hoofdstad van het kanton Chur. In Chur kan worden aangesloten op de EuroVelo EV15 Rijnroute en op de landelijke route 2: Rhein-Route. Daarna voert de route over dezelfde weg terug naar Thusis. 
Vanaf Thusis wordt de Albula gevolgd richting de Albulapas. De route volgt het verloop van de Inn en loopt parallel met de Inn-Radweg (in Zwitserland regionale route 65) naar de grens met Oostenrijk. 
In Zernez kan worden aangesloten op de regionale route 27: Val Müstair Radweg die door het dal Val Müstair voert naar Italië en daar aansluit op de Via Claudia Augusta.
In eindpunt Martina kan worden gekozen voor de fietsroute Via Claudia Augusta, deze volgt de Inn verder stroomafwaarts waarbij in Landeck kan worden aangesloten op de Inn-Radweg. De Via Claudia Augusta kan ook gevolgd worden richting Italië door de Norbertshöhe op te fietsen richting Nauders.

## Aansluitingen met Europese fietsroutes
- In Bellinzona kan worden aangesloten op de EuroVelo EV5 Via Romea Francigena.
- In Chur kan worden aangesloten op de EuroVelo EV15 Rijnroute.

## Aansluitingen met andere fietsroutes
- In Bellinzona kan worden aangesloten op de landelijke route 3: Nord-Süd-Route.
- In Chur kan worden aangesloten op de landelijke route 2: Rhein-Route.
- Tussen La Punt Chamues en Martina loopt de route parallel met de Inn-Radweg.
- In Zernez kan worden aangesloten op de regionale route 27: Val Müstair Radweg.
- In Martina kan worden aangesloten op de Via Claudia Augusta.
- Onderweg kan op diverse plaatsen worden aangesloten op regionale en lokale routes van Fietsnetwerk Veloland Schweiz.